# Apatetor inferior
Apatetor inferior là một loài tò vò trong họ Ichneumonidae.